# Josué Pinharanda Gomes
Josué Pinharanda Gomes (Quadrazais, Riba-Côa, 16 de Julho de 1939 – Loures, 27 de Julho de 2019), historiador e filósofo, foi um dos mais ilustres pensadores e investigadores da Cultura Portuguesa Contemporânea.
Fez parte do «Movimento da Cultura Portuguesa» que ficou mais conhecido pelo nome do seu órgão, a revista 57 (1957-1962), sendo, por isso, mais comum a designação de «Grupo ou Movimento de 57».

## Biografia
Filho dum seu homónimo Jesué Pinharanda Gomes e Luísa Rodrigues Bicheira, viveu a infância em Quadrazais, passou a adolescência na cidade da Guarda, frequentando inicialmente a Escola do Gaiato e mais tarde o Colégio de São José.
Sentiu a vocação de escritor desde muito cedo, por forte influência de Nuno de Montemor.
No Liceu Francês, em Lisboa, frequenta cursos de latim e de grego, e passa a escrever prefácios e posfácios a par de traduções de Aristóteles, Descartes, Heidegger, José de Maistre, Platão, Porfírio e Tomás Morus.
Organiza edições, reedições e antologias de autores votados ao esquecimento, colabora em obras colectivas e tem participado em centenas de congressos e colóquios dedicados a temas religiosos e filosóficos.
Era membro da Academia Luso-Brasileira de Letras, Academia Luso-Brasileira de Filosofia, do Instituto de Filosofia Luso-Brasileira (sócio-fundador), da Sociedade de Língua Portuguesa, da Academia Internacional da Cultura Portuguesa, da Academia Portuguesa de História, e sócio fundador do Instituto de Filosofia e Estudos Interdisciplinares da Universidade do Rio de Janeiro e do Instituto D. João de Castro.
Recebeu o título de Doutor Honoris Causa pela Universidade da Beira Interior, na Covilhã.
Obteve igualmente, por parte da Câmara de Loures, a Medalha Municipal de Mérito Cultural.
Faz parte da Comissão de História da Causa da Canonização do Beato Nuno de Santa Maria mais conhecido por Nuno Álvares Pereira, o Santo Condestável. Passava, ultimamente, muito do seu tempo na Biblioteca Nacional, numa incansável leitura de pesquisa de documentos canónicos desde o tempo de D. Duarte I de Portugal. O objectivo foi pedir a canonização do Beato através dos documentos por si compilados no livro «A espiritualidade de Nuno de Santa Maria».
Residia desde 1971 em Santo António dos Cavaleiros.
Em 2022, a Biblioteca Nacional de Portugal, da qual Pinharanda Gomes foi assíduo frequentador, dedica-lhe uma mostra celebrativa, intitulada «Pinharanda Gomes: historiador do pensamento português», comissariada por Miguel Real, Renato Epifânio e Fabrizio Boscaglia.

## Obras
Autor de valiosos trabalhos sobre Filosofia, Teologia, Pensamento Português, Etnografia, Filosofia Hebraico-Portuguesa e História.
A obra historiográfica de Pinharanda Gomes caracteriza-se pela seriedade intelectual, pelo rigor hermenêutico, pela lúcida compreensão reflexiva de obras, autores e correntes, pela clareza expositiva e qualidade literária, que fazem dela um marco essencial nos estudos contemporâneos da nossa história filosófica.
- Raul Leal: iniciação no seu conhecimento. (1962).
- Nuno Montemor, testemunhos dos seus Contemporâneos (1964).
- Francisco Costa: poesia, verdade e vida. (1964).
- O cancioneiro de Quadrazais. (1964).
- Exercício da Morte (1964).
- Peregrinação do Absoluto (1965).
- Filologia e filosofia: Domingos Tarrozo, teórico da língua portuguesa. (1965).
- Filologia e Filosofia (1966).
- Filologia e filosofia: temas de filologia e filosofia portuguesas (1966).
- Introdução à História da Filosofia Portuguesa (1967).
- Da Quaresma à festa das flores em Quadrazais. (1967).
- Práticas de Etnografia (1968).
- Pensamento Português. 7 vols. (1969-1993).
- Dicionário de Escritores do Distrito da Guarda (1969).
- Subsídios para a Bibliografia do Distrito da Guarda (1970).
- Liberdade de pensamento e autonomia de Portugal: a controvérsia da filosofia portuguesa. (1971).
- O discurso de Fedro n’«O Banquete» de Platão. (1972).
- O pensamento filosófico de Silvestre de Morais, (1869-1936), (1972).
- Pensamento e movimento: (prolegómenos a uma ascese filosófica) (1974).
- Teodiceia portuguesa contemporânea: estudo e antologia. (1974).
- Cunha Seixas (1975)
- Gnose e liberdade: notas à obra do Visconde de Figaniére. Novelista luso-brasileiro, erudito, filósofo e personalista. (1976).
- Memória de Riba Côa e de Beira Serra I, II e III (1977, 1978, 1979).
- Pensamento português: vol. 4. ( 1979).
- O Carmo em Loures: Camarate: Frielas: Santo António dos Cavaleiros. (1979).
- Piedade eclesial, piedade popular. (1980).
- História da Diocese da Guarda. (1981).
- História da filosofia portuguesa. 2 vols. (1981).
- Jacques Maritain e o pensamento político português. (1982).
- A tensão positivismo – tomismo em Alfredo Pimenta. (1982).
- O povo e a religião no Termo de Loures. (1982).
- Memórias de Riba Coa e da Beira Serra: a imprensa da Guarda (subsídios). (1983).
- Memória Histórica do convento de Nossa Senhora da Esperança de Belmonte. (1983).
- Caminhos portugueses de Teresa de Ávila. (1983).
- A tradução portuguesa do “Curso de Filosofia” do Cardeal Mercier : (Viseu, 1904). (1983).
- Os congressos católicos em Portugal: subsídios para a história da cultura católica portuguesa contemporânea, 1870-1980. (1984).
- Bernardino de Santa Rosa, a Física Simbólica e a “Renascença Portuguesa”. (1984).
- João Lourenço Insuelas (1884-1950): patrologista bracarense. (1984).
- O arcebispo de Évora Dom Teotónio de Bragança: escritos pastorais. (1984).
- A renascença portuguesa: Teixeira Rêgo. (1984).
- Camões segundo Leonardo Coimbra. (1984).
- A teologia de Leonardo Coimbra. (1985).
- João de Santo Tomás na filosofia do séc. XVII. (1985).
- Formas de pensamento filosófico em Portugal (1850-1950). (1986).
- D. Manuel de Albuquerque, presbítero egitaniense, Dom Prior de Guimarães e doutrinador do renascimento católico. (1986).
- Dicionário de Filosofia Portuguesa. (1987).
- Joaquim Alves Mateus: orador político e sagrado. (1987).
- Política e acção social cristãs em Portugal (1830-1980).
- A vida de Manuel Mendes da Conceição Santos na Guarda. (1905-1916). (1987).
- A Guarda Ilustrada, Breve Panorama dos Escritores do Distrito da Guarda. (1988).
- O servo de Jesus Alberto Diniz da Fonseca (1884-1962), (1988).
- Hipólito Raposo: seminarista na Guarda (1902-1904). (1988).
- Teses antropológicas e estéticas de Flávio Gonçalves (1929-1987). (1989).
- O Gallaz do Carmelo: heroísmo e santidade. (1989).
- Os Tojais e a Casa do Gaiato: monografia histórica. (1990).
- A grande refrega sobre o patriotismo de D. Frei Bartolomeu dos Mártires. (1990).
- As duas cidades. (1990).
- Leonardo Coimbra na Póvoa de Varzim (1912-1914). Elementos de biografia e de cronologia. (1990).
- A recepção de encíclica Rerum Novarum em Portugal. 1891-1900. (1991).
- História da filosofia portuguesa: a filosofia arábico-portuguesa. (1991).
- Francisco Costa, um escritor integral. (1992).
- Entre filosofia e teologia. (1992).
- Dom Manuel Martins Manso. Bispo do Funchal e da Guarda. (1996).
- D. Manuel Mendes da Conceição Santos: Vice-Reitor do Seminário da Guarda (1905-1916) e Bispo de Portalegre (1916-1920), (1996).
- Caminhos portugueses de Santa Teresinha do Menino Jesus. (1997).
- Confrarias, Misericórdias, Ordens Terceiras, Obras Pias e outras associações de fiéis em Portugal nos séculos XIX e XX. Bibliografia institucional e contributo. (1997).
- S. Teresinha do Menino Jesus na devoção portuguesa. (1998).
- A casa do Gaiato de Lisboa e o Palácio dos Arcebispos em Santo Antão do Tojal. (1998).
- Associações de fiéis em Portugal nos séculos XVIII-XX. Contributo de bibliografia institucional. (1998).
- Padre José Geraldes Freire: em louvor de nossa Senhora. (1998).
- Santo Frei Pedro da Guarda. (1999).
- A cidade nova. Reflexões sobre religião e sociedade. (1999).
- A regra primitiva dos cavaleiros templários. (1999).
- Imagens do Carmelo Lusitano. Estudos sobre história e espiritualidade Carmelitas. (2000).
- Aspectos da filosofia católica em Portugal na segunda metade do século XX. (2000).
- Os últimos dias de franciscanos e clarissas na Guarda. (2000).
- As “confissões” de Santo Agostinho em português. (2000).
- Laudes no 4º centenário da morte de D. Fr. Amador Arrais, O. Carm ou Fr. Amador do Carmo. (2000).
- O pensamento filosófico católico em Portugal na 2.ª metade do século XX. (2000).
- A Educação Feminina na Guarda. Os dois Colégios de Nossa Senhora de Lurdes. (2001).
- Meditações lusíadas. (2001).
- Memórias da Guarda. (2001).
- Livros didácticos portugueses de grego : (sécs. XVIII-XX). (2001).
- As “Confissões” de Santo Agostinho em português. Revisão e actualização. (2001).
- Cultos portugueses do divino Espírito Santo. Contributo bibliográfico. (2001).
- Alfredo Pimenta director do “Districto da Guarda” (1913-1915). ( 2001).
- A Guarda culta: imagens de literatura, música, poesia e religião. (2002).
- Criptónimos e pseudónimos de escritores. Contributo. (2002).
- Caminhos de Lourdes: seguidos de Lourdes em Portugal. (2002).
- Génese e percurso da Cartuxa de Évora. (2002).
- A Livraria da Cartuxa de Laveiras (Oeiras). (2002).
- O episcopado portuense (1536-1550) de D. Fr. Baltasar Limpo. (2002).
- O Escapulário de Nossa Senhora do Carmo: breve iniciação histórico-teológica. (2002).
- Guarda culta. (2003).
- Teses de educação e ensino de Guilherme Braga da Cruz. (2003).
- Amador Arraiz: mestre do espírito. (2004).
- Eva e Ave, ou lembrança da Imaculada Conceição. (2004).[1]
- A Ordem da Cartuxa em Portugal. (2004).[8]
- Os Conimbricenses. (2005)
- uma leitura das profecias atribuídas a São Malaquias. (2005).
- Imagens de literatura e de filosofia. (2006).
- Agostinho da Silva: história e profecia. (2009).
- História da filosofia portuguesa. (2009).
- A filosofia hebraico-portuguesa. (2009).[9]